# 임난수
임난수(林蘭秀, 1342년~1407년)는 고려의 관료이다.

## 생애
1342년, 부안에서 임숙(林淑)의 아들로 태어났다.
1374년에 최영(崔瑩)과 함께 탐라 정벌에 공을 세웠으며, 이후 공조전서(工曹典書) 등을 지냈다. 고려가 망하자 관직을 그만두고 충청도 공주목 삼기촌(현재 세종특별자치시 연기면 세종동)에 정착하였다.